# Pantalon thaï

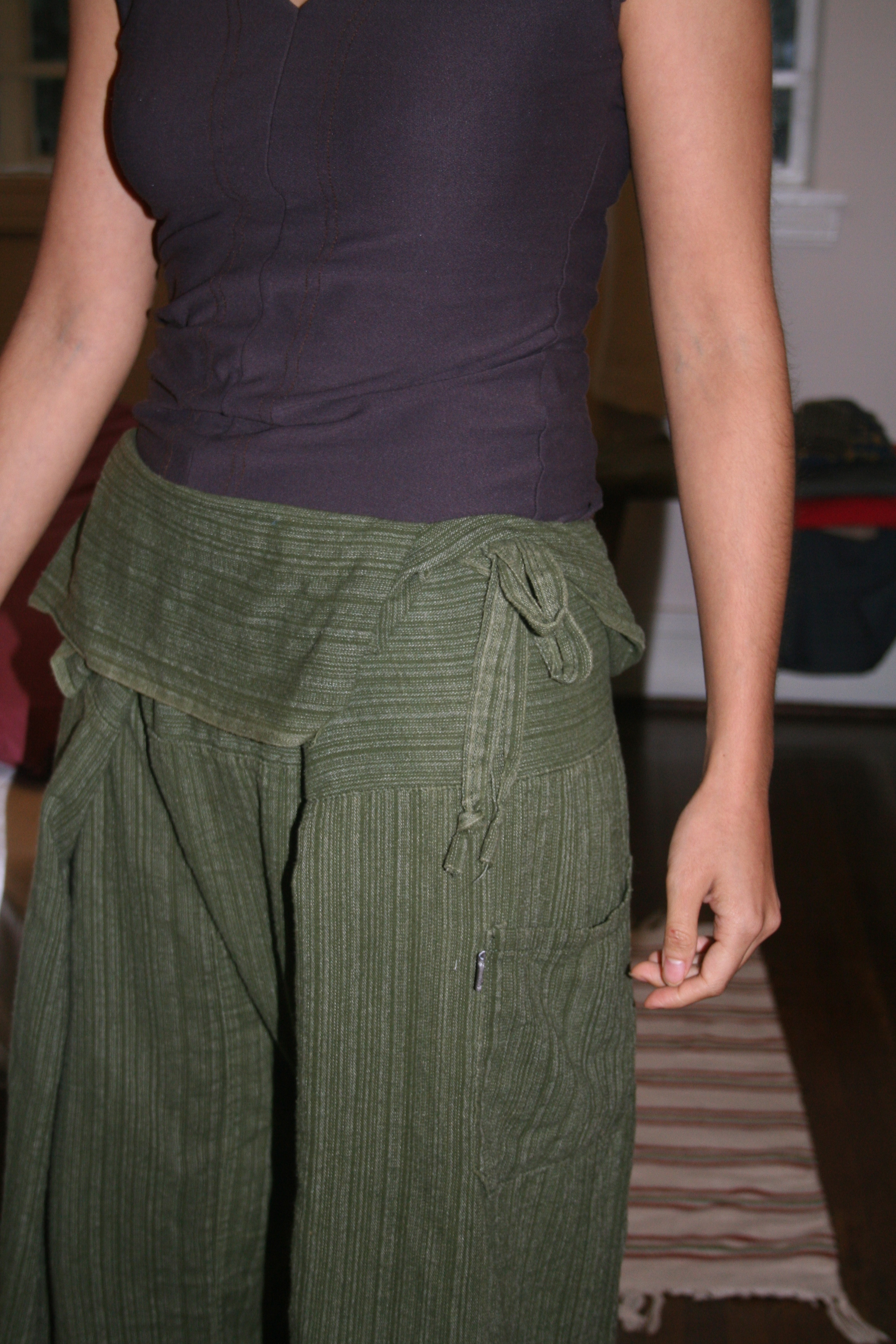
Un pantalon thaï.

Le pantalon thaï ou pantalon de pêcheur (appelé localement Shan baun-mi), est un pantalon unisexe à taille unique, à la coupe très large, qui a pour particularité de rabattre par un jeu de pliage, l'excédent de tissu situé à la taille. 
Le pantalon Thaï est maintenant largement disponibles dans de multiples variétés de styles et de tissus comme le coton, le chanvre, le bambou, le lin et les mélanges synthétique divers. 
Il est notamment utilisé par les femmes enceintes. Il peut aussi être utilisé comme costume de bain dans le monde entier, la baignade habillée étant habituelle en Asie du Sud-Est.